# Romanian Open 2010
Il Romanian Open 2010, conosciuto anche con il nome di BCR Open Romania 2010 per ragioni di sponsorizzazione, è stato un torneo di tennis giocato sulla terra rossa. È stata la 18ª edizione del torneo, facente parte della categoria ATP World Tour 250 series nell'ambito dell'ATP World Tour 2010. Si è giocato all'Arenele BNR di Bucarest in Romania, dal 20 settembre al 26 settembre 2010.

## Partecipanti

### Teste di serie
| Nazionalità | Giocatore            | Ranking | Testa di serie* |
| ----------- | -------------------- | ------- | --------------- |
| Spagna      | Albert Montañés      | 22      | 1               |
| Germania    | Florian Mayer        | 45      | 2               |
| Italia      | Potito Starace       | 50      | 3               |
| Argentina   | Juan Ignacio Chela   | 51      | 4               |
| Spagna      | Daniel Gimeno Traver | 53      | 5               |
| Romania     | Victor Hănescu       | 54      | 6               |
| Italia      | Andreas Seppi        | 58      | 7               |
| Francia     | Jérémy Chardy        | 59      | 8               |

* Le teste di serie sono basate sul ranking del 13 settembre 2010.

### Altri partecipanti
I seguenti giocatori hanno ricevuto una wild card per il tabellone principale: 
- Marius Copil
- Victor Crivoi
- Adrian Ungur

I seguenti giocatori sono passati dalle qualificazioni:

- Pablo Andújar
- Albert Ramos Viñolas
- Guillaume Rufin
- Simone Vagnozzi

## Campioni

### Singolare
Juan Ignacio Chela ha battuto in finale  Pablo Andújar per 7-5, 6-1.

### Doppio
Juan Ignacio Chela e  Łukasz Kubot hanno battuto in finale  Marcel Granollers e  Santiago Ventura per 6-2, 5-7, [13-11].